# Horní Pěna
Horní Pěna là một làng thuộc huyện Jindřichův Hradec, vùng Jihočeský, Cộng hòa Séc.